# Columbia Graphophone Company
Die Columbia Graphophone Company war eines der ersten Grammophon-Unternehmen des Vereinigten Königreichs.

## Frühe Geschichte
1922 verkaufte die US-amerikanische Gesellschaft Columbia Phonograph (später: Columbia Records) seinen britischen Ableger Columbia Graphophone. 1925 kaufte jedoch Columbia Graphophone seine frühere Muttergesellschaft für 2,5 Millionen Dollar selbst auf. 1926 wurden Odeon Records und Parlophone Records erworben. Am 21. April 1931 fusionierten die Gramophone Company des Grammophon-Erfinders Emil Berliner und die britische Columbia Graphophone Company und formten eine neue Gesellschaft – Electric and Musical Industries (EMI). Das US-amerikanische Wettbewerbsrecht zwang EMI jedoch dazu, seine amerikanischen Unternehmungen zu verkaufen. Diese liefen daraufhin unabhängig als Columbia Records, hatten allerdings bis in die 1970er Jahre noch gelegentliche Vertriebsabkommen mit EMI, so dass EMI zum Teil Columbia-Veröffentlichungen in Großbritannien und Europa vertrieb, während Columbia dies umgekehrt mit EMI-Veröffentlichungen in den USA tat.
Mit der Gründung der EMI 1931 ging man auch eine Bindung mit der 1910 gegründeten japanischen Nippon Phonograph Company ein, die daraufhin den Namen und die Markenzeichen der britischen Columbia Records übernahm, ansonsten jedoch unabhängig blieb. 1946 benannte man sich in Nippon Columbia Company Limited um und firmiert seit 2002 als Columbia Music Entertainment, ohne Beziehung zum US-Columbia-Label, dessen Produkte heutzutage in Japan unter dem Namen Sony Music vertrieben werden.

## Columbia als EMI-Unterlabel

Deutsche Pressung der Single Congratulations von Cliff Richard (1968) in einer neutralen Firmen-Lochhülle

EMI betrieb Columbia außerhalb der USA, Kanadas und Japans bis in die frühen 1970er-Jahre weiterhin als Plattenlabel.
Unter EMI bestanden die Columbia-Veröffentlichungen zunächst hauptsächlichen aus Lizenzausgaben von Aufnahmen der amerikanischen Columbia Records. Dies änderte sich 1951, als Columbia (US) für den britischen Vertrieb zu Philips Records wechselte. Columbia (EMI) vertrieb allerdings noch bis in die 1960er hinein weiterhin Schwesterlabels von Columbia (US) (u. a. Okeh und Epic). Die damalige Muttergesellschaft von Columbia (US), CBS, stellte dann jedoch den Vertrieb aller ihrer Plattenlabel auf das neu gegründete Label CBS Records um, woraufhin Columbia (EMI) sich umstellen und eigene Künstler fördern musste. Zu den von Columbia (EMI) in der Folgezeit selbst aufgebauten Künstlern und Bands gehörten Russ Conway, Cliff Richard, The Shadows, Helen Shapiro, Frank Ifield, Rolf Harris, Freddie & the Dreamers, The Dave Clark Five, The Animals, Herman’s Hermits, Gerry & the Pacemakers, The Seekers, Pink Floyd und The Yardbirds. Geleitet vom legendären A&R-Mann Norrie Paramor gehörte das Label in Großbritannien zu den erfolgreichsten Labeln der frühen Rock-Ära vor dem so genannten „Beat Boom“.

## Einstellung des Labels durch EMI und Übertragung der Markenrechte
Die EMI entschied sich, das HMV-Label für ihr klassisches Repertoire zu reservieren und übertrug daher bis 1967 sämtliche verbliebenen Pop-Künstler von HMV zum Columbia-Unterlabel. Dieses wurde 1972 durch das neu geformte, erstmals nach dem Unternehmensnamen selbst benannte Label EMI Records ersetzt. Die noch verbleibenden Rechte am Labelnamen Columbia verkaufte man 1990 an Sony Music, die zwei Jahre zuvor CBS Records (inneramerikanischer Name von Columbia Records) übernommen hatten und die Namensrechte an CBS nur bis 1991 zur Verfügung hatten, also die weltweiten Rechte am Namen Columbia als Ersatz benötigten. Die formelle Übertragung der in Großbritannien registrierten Columbia-Marken, einschließlich des „Magic Note“-Logos, wurde 1993 vollzogen.  Heutzutage bevorzugt Sony Music für Columbia Records jedoch auch in Großbritannien und Europa das so genannte „Walking Eye“-Logo, das zuvor für das ehemalige Label CBS genutzt worden war.

## Columbia außerhalb Großbritanniens/Europas
Die Geschichte des Columbia-Plattenlabels außerhalb Großbritanniens bzw. Europas wird im Artikel zu Columbia Records genauer dargestellt.